# Лопата Андрій Іванович
Андрій Іванович Лопа́та (нар. 13 грудня 1935, Нова Басань, Бобровицького району Чернігівської області — пом. 13 грудня 2013, Козари Носівського району Чернігівської області) — український літератор, автор двох книг, рідний брат художника і письменника Василя Лопати.

## Життєпис
Народився на хуторі Поліновка (нині куток в межах села Нова Басань) на Чернігівщині у 1935 році. Є старшим братом художника і письменника Василя Лопати.
Закінчив Ніжинський педагогічний інститут.
Працював учителем у селі Коломійцівка, потім 25 років був директором Козарської середньої школи Носівського району Чернігівської області. З дружиною Галиною Василівною жив в Козарах, де й похований.

## Творчість
Є автором книг:

Обкладинка книги «Кара Перуна». Художник Василь Лопата

- «Кара Перуна» / Редактор С. Реп'ях. — Чернігів: КП "Видаництво «Чернігівські обереги», 2008. — 240 с. тираж — 500 примірників, ISBN 978-966-533-380-7. Книга є збіркою оповідань, новел, усмішок та історичної повісті. Книга видана на виконання обласної програми «Українська книга»[2][3]. Ілюстрував книгу Народний художник України, лауреат Національної премії імені Т.Шевченка Василь Лопата.
- «Хлопці з Оборів». — Чернігів: Десна Поліграф, 2011. — 184 с. тираж — 500 примірників, ISBN 978-966-2646-06-1

Є учасником літературної спілки «Чернігів», друкується в літературних журналах та місцевій періодиці. Зокрема «Літературний Чернігів» в № 1 за 2007 опублікував уривок з повісті «Кара Перуна» (с. 43-49), в № 1 за 2010 — новелу «Новорічні вечори» (с. 40-41), в № 3 за 2011 — оповідання «Стіна» .